# Conifaber parvus
Conifaber parvus là một loài nhện trong họ Uloboridae.
Loài này thuộc chi Conifaber. Conifaber parvus được miêu tả năm 1982 bởi Opell.